# Heinrich Glücksmann
Heinrich Glücksmann (* 8. Juli 1863 als Heinrich Blum in Rakschitz, Mähren; † 1. März 1943 in Buenos Aires) war ein österreichischer Dramaturg des „Deutschen Volkstheaters“ in Wien, Kulturjournalist und Pazifist.

Heinrich Glücksmann und seine vier Söhne auf einem Foto von 1910.

## Leben
Heinrich Glücksmann war eine der markantesten und wichtigsten Persönlichkeiten der Wiener Kultur- und Gesellschaftsszene von den 1890er-Jahren bis 1938, geriet aber nach dem Zweiten Weltkrieg jahrzehntelang in der Öffentlichkeit in Vergessenheit.
Geboren am 8. Juli 1863 in Mähren, machte Heinrich Glücksmann bereits in den 1880er-Jahren in Ungarn durch Zeitungsartikel sowie Biografien der Maler Mihály von Zichy und Mihály von Munkácsy auf sich aufmerksam. Ab 1889 in Wien intensivierte er seine Arbeit als Autor, Übersetzer, Lyriker und Vortragender. Er publizierte auch unter den Pseudonymen Henriette Namskilg, Fortunatus und Hermann Heinrich. 1895 heiratete er Helene Rechnitz und hatte mit ihr vier Söhne. Seit der Gründung des „Deutschen Volkstheaters“ in Wien 1889 war er dort vorerst als Lektor tätig und wurde ab 1905 offiziell als Mitarbeiter geführt.
1910 wurde Heinrich Glücksmann Dramaturg des „Deutschen Volkstheaters“ und bekleidete diese Funktion bis 1935. Er trug wesentlich zum nachhaltigen Erfolg zahlreicher Dramatiker und deren Stücken bei – unter anderem von Arthur Schnitzler, Karl Schönherr, Franz Molnár, Anton Wildgans und Stefan Zweig. Glücksmann war außerdem bekannt als Journalist und Feuilletonist, der für Tageszeitungen und Zeitschriften unzählige Beiträge vor allem zu Kulturthemen verfasste. Er war Mitglied der Freimaurerloge „Humanitas“ und von 1900 bis 1917 außerdem Chefredakteur der Freimaurer-Zeitschrift Der Zirkel sowie von 1919 bis 1923 von deren Nachfolgepublikation Wiener Freimaurer-Zeitung. Als Publizist und Redner war es ihm immer wieder auch ein besonderes Anliegen, einst bedeutende Autoren – wie den früh verstorbenen Dichter Jakob Julius David – oder Künstler und Künstlerinnen – etwa seine Schauspielerfreunde Josef Kainz und Josef Lewinsky oder die um die Jahrhundertwende gefeierte Helene Odilon – nicht in Vergessenheit geraten zu lassen. Er vermittelte sein Theaterwissen, seine humanitären Prinzipien und seine pazifistische Einstellung über Jahrzehnte hinweg einer breiten Öffentlichkeit.
Als publizistischer Streiter für Humanität und Frieden war Glücksmann enger Mitarbeiter der Friedensnobelpreisträgerin Bertha von Suttner in ihrer Friedensgesellschaft, unter anderem einige Zeit lang deren Vizepräsident. Darüber hinaus war er lange Jahre Funktionär in Theater- und Schriftsteller-Organisationen, unter anderem im Österreichischen PEN-Club und im Presseclub Concordia sowie im Deutsch-österreichischen Bühnenverein. Für seine vielfältigen Tätigkeiten erhielt Glücksmann zahlreiche Ehrungen, unter anderem die Ehrentitel Professor (1927) und Bürger von Wien (1933).
Heinrich Glücksmann war Jude. Nach dem Anschluss Österreichs und den Repressionen durch die Nationalsozialisten verließ er mit seiner Frau Helene 1941 Wien und emigrierte nach Argentinien. Das war ihm mit Hilfe seines Sohnes Hans Karl gelungen, der ihm von Argentinien aus die Einreise ermöglichen konnte. Hans Karl war der jüngste Sohn: auf dem drei Jahrzehnte vorher aufgenommenen Foto, das Glücksmann mit seinen vier Buben zeigt, also wohl der mit dem Matrosenanzug vorne in der Mitte. Zwei Jahre nach seiner Flucht starb Glücksmann im argentinischen Exil.

## Werke
- Mihály von Zichy, Biografie. Budapest 1886
- Mihály von Munkàcsy, Biografie. Budapest 1886
- Therese. Drama, 1888
- Ungarns Millennium. Budapest-Wien 1896
- Die zweite Kreuzigung – Eine Magdeburgische Legende. Wien-Leipzig 1902
- Der erste Freimaurer auf dem Throne. Budapest 1904
- Das Schröder’sche Ritual und Herders Einfluss auf seine Gestaltung. Hamburg 1904
- Der blanke Hans. Drama, 1908
- Fährten und Narben. Gedichte, München-Leipzig 1913
- Wiener Landwehr. Wien-Leipzig 1915
- Victor Kutschera. Wien 1923
- Goethe als Theaterleiter. Wien 1932

## Herausgeber
- Damenwahl. Wien-Leipzig-Berlin-Stuttgart 1898.
- (mit Lola Lorme): Wiener Wandelbilder von Sigmund Wilheim. Wien-Leipzig 1912
- Chopin – Der Mensch / Der Künstler von James Huneker. München-Berlin 1917
- (mit Friedrich Rosenthal): Almanach des Deutschen Volkstheaters. Leipzig-Wien-Zürich 1920

## Filmografie (Drehbuch)
- 1918: So fallen die Lose des Lebens
- 1921: Ein Künstlerleben – Mozarts Leben, Lieben und Leiden
- 1921: Theodor Herzl, der Bannerträger des jüdischen Volkes

## Ehrungen
- 1927 Titel Professor
- 1933 Titel Bürger von Wien
- 1935 Ritterkreuz des Verdienstordens